# Panônia Inferior
Panônia Inferior ou Baixa Panônia ou Panônia Menor foi uma antiga província romana localizada na região da Panônia. Ela foi formada em algum momento entre 107 e 120, quando a província da Panônia foi dividida em duas, a Panônia Superior e a Panônia Inferior. Seu território abrangia partes da moderna Hungria, Sérvia, Croácia e Bósnia e Herzegovina.
Em 296, depois da reforma administrativa do imperador Diocleciano (r. 284–305), ela foi dividida novamente, desta vez nas novas províncias da Panônia Secunda e a Panônia Valéria. A Panônia Superior também foi dividida para formar a Panônia Prima e Panônia Sávia. A divisão se consolidou a partir do reinado de Constantino (r. 306–337).

## Principais cidades
Algumas das cidades mais importantes da província eram: 
- Aquinco (Óbuda, Budapeste, Hungria)
- Bassianas (Donji Petrovci, Sérvia)
- Certissa (Đakovo, Croácia)
- Cíbalas (Vinkovci, Croácia)
- Cúcio (Ilok, Croácia)
- Marsônia (Slavonski Brod, Croácia)
- Mursa (Osijek, Croácia)
- Saldas (Brčko, Bósnia e Herzegovina)
- Sirmio (Sremska Mitrovica, Sérvia)
- Sopianas (Pécs, Hungria)
- Teutobúrgio (Dalj, Croácia)

## Utilização do nome depois doséculo IV
Entre c. 796 e 828/830, o termo "Panônia Inferior" (ou "Baixa Panônia"), um território de influência franca, fazia referência à moderna porção norte da Croácia, ou seja, a Panônia ao sul do rio Drava e para o leste da Carentânia e da Carníola. A partir daí até pelo menos c. 900, "Baixa Panônia" era a região oeste da moderna Hungria e a parte norte da Croácia, com exceção do território da Sé de Neusiedler, ou seja, a Panônia ao sul do Rába. O nome também era utilizado para fazer referência ao principado eslavo de Balatão no século IX.

## Governadores
- Adriano, 106 - 108[2]
- Tito Júlio Máximo Manliano, 108 - 110/111
- Públio Afrânio Flaviano, 111/112 - 114/115
- Quinto Márcio Turbão, 117/118 - 118/119
- Lúcio Ácio Macrão, 130/131 - 133/134
- Lúcio Élio, 136 - 137
- Cláudio Máximo, 137 - c. 141[3]
- Marco Pôncio Leliano, c. 141 - c. 144
- Quinto Fufício Cornuto, c. 144 - 147
- Comínio Segundo, 147 - c. 150
- Marco Nônio Macrino, c. 150 - c. 153
- Marco Jálio Basso Fábio Valeriano, c. 156 - c. 159
- Caio Júlio Gemínio Capeliano, c. 159 - c. 161
- Tibério Hatério Saturnino, c. 161 - 164
- Tibério Cláudio Pompeiano, c. 167
- Lúcio Úlpio Marcelo, antes de 173
- Caio Vécio Sabiniano Júlio Hospes, c. 173 - 175
- Sexto Quintílio Condiano, c. 175 - c. 179
- Lúcio Setímio Flaco, c. 179 - c. 183